# ЖНБЛ в сезоне 1994
Сезон ЖНБЛ 1994 — 14-й сезон женской национальной баскетбольной лиги, по окончании которого чемпионом, в первый раз, стала команда «Аделаида Лайтнинг».
В регулярном сезоне приняло участие десять команд, столько же сколько и в прошлом. Регулярный чемпионат в этом сезоне стартовал 8 апреля, а завершился 28 августа, MVP которого была признана свингмен клуба «Сидней Флэймз», Шелли Горман. Наставник клуба «Мельбурн Тайгерс», Рэй Томлинсон, был признан тренером года, а его подопечная Марианна Дифранческо — лучшим молодым игроком. Официально же сезон 1994 года закончился 17 сентября, когда команда «Аделаида Лайтнинг» переиграла в финальном матче команду «Мельбурн Тайгерс» со счётом 84:77, а MVP финала была признана форвард «Лайтнинг» Рэйчел Спорн.

## Регулярный чемпионат
И = Игр, В = Выигрышей, П = Поражений, П% = Процент выигранных матчей
| Регулярный сезон |                               |    |    |    |      |
| #                | Команда                       | И  | В  | П  | П%   |
| 1                | Аделаида Лайтнинг             | 18 | 16 | 2  | 88,9 |
| 2                | Мельбурн Тайгерс              | 18 | 14 | 4  | 77,8 |
| 3                | Сидней Флэймз                 | 18 | 14 | 4  | 77,8 |
| 4                | Перт Брейкерс                 | 18 | 12 | 6  | 66,7 |
| 5                | Данденонг Рейнджерс           | 18 | 10 | 8  | 55,6 |
| 6                | Брисбен Блэйзерс              | 18 | 8  | 10 | 44,4 |
| 7                | Канберра Кэпиталз             | 18 | 7  | 11 | 38,9 |
| 8                | Буллин Бумерс                 | 18 | 5  | 13 | 27,8 |
| 9                | Австралийский институт спорта | 18 | 4  | 14 | 22,2 |
| 10               | Хобарт Айлендерс              | 18 | 0  | 18 | 0,0  |

## Финалы
| Полуфиналы      | Полуфиналы        | Полуфиналы |  |          | Предварительный финал | Предварительный финал    | Предварительный финал    |                          |                           | Большой финал             | Большой финал             | Большой финал |
| --------------- | ----------------- | ---------- |  | -------- | --------------------- | ------------------------ | ------------------------ | ------------------------ | ------------------------- | ------------------------- | ------------------------- | ------------- |
|                 |                   |            |  |          |                       |                          |                          |                          |                           |                           |                           |               |
| 2 сентября 1994 |                   |            |  |          |                       |                          |                          |                          |                           |                           |                           |               |
| 1               | Аделаида Лайтнинг | 84         |  |          |                       |                          |                          |                          |                           |                           |                           |               |
| 2               | Мельбурн Тайгерс  | 82         |  |          |                       |                          |                          |                          |                           |                           |                           |               |
|                 |                   |            |  |          | 9 сентября 1994       | 9 сентября 1994          | 9 сентября 1994          |                          | 17 сентября 1994          | 17 сентября 1994          |                           |               |
|                 |                   |            |  |          | 2                     | Мельбурн Тайгерс         | 74                       |                          | 1                         | Аделаида Лайтнинг         | 84 (ОТ)                   |               |
|                 |                   |            |  |          | 4                     | Перт Брейкерс            | 64                       |                          |                           | 2                         | Мельбурн Тайгерс          | 77            |
| 3 сентября 1994 |                   |            |  |          |                       |                          |                          |                          |                           |                           |                           |               |
| 3               | Сидней Флэймз     | 58         |  |          |                       |                          |                          |                          |                           |                           |                           |               |
| 4               | Перт Брейкерс     | 62         |  | Легенда: | Легенда:              | Посев победившей команды | Посев победившей команды | Посев победившей команды | Посев проигравшей команды | Посев проигравшей команды | Посев проигравшей команды |               |

## Лидеры сезона по средним показателям за игру
| Показатель                       | Игрок             | Команда           | Всего  | Игры | В среднем |
| -------------------------------- | ----------------- | ----------------- | ------ | ---- | --------- |
| Очков в среднем за игру          | Сэнди Бронделло   | Брисбен Блэйзерс  | 340    | 17   | 20,0[a]   |
| Очков в среднем за игру          | Шелли Горман      | Сидней Флэймз     | 340    | 17   | 20,0[a]   |
| Подборов в среднем за игру       | Дебби Слиммон     | Буллин Бумерс     | 243    | 18   | 13,5      |
| Передач в среднем за игру        | Мишель Тиммс      | Перт Брейкерс     | 94     | 16   | 5,9       |
| Перехватов в среднем за игру     | Робин Мар         | Сидней Флэймз     | 54     | 17   | 3,2       |
| Блок-шотов в среднем за игру     | Дженни Уиттл      | Брисбен Блэйзерс  | 49     | 17   | 2,9       |
| Процент точных бросков с игры    | Джо Хилл          | Аделаида Лайтнинг | 92/165 | 18   | 55,8      |
| Процент точных 3-очковых бросков | Саманта Томлинсон | Мельбурн Тайгерс  | 17/36  | 13   | 47,2      |
| Процент точных штрафных бросков  | Сэнди Бронделло   | Брисбен Блэйзерс  | 74/84  | 17   | 88,1      |

## Награды по итогом сезона
- Самый ценный игрок женской НБЛ: Шелли Горман, Сидней Флэймз
- Самый ценный игрок финала женской НБЛ: Рэйчел Спорн, Аделаида Лайтнинг
- Лучший молодой игрок женской НБЛ: Марианна Дифранческо, Мельбурн Тайгерс
- Лучший оборонительный игрок женской НБЛ: Робин Мар, Сидней Флэймз
- Лучший снайпер женской НБЛ: Сэнди Бронделло, Блэйзерс и Шелли Горман, Флэймз
- Тренер года женской НБЛ: Рэй Томлинсон, Мельбурн Тайгерс

- Сборная всех звёзд женской НБЛ:
  - З Мишель Тиммс (Перт Брейкерс)
  - З Сэнди Бронделло (Брисбен Блэйзерс)
  - З Эллисон Кук (Мельбурн Тайгерс)
  - Ф Шелли Горман (Сидней Флэймз)
  - Ф Рэйчел Спорн (Аделаида Лайтнинг)

## Комментарии
- a  Один и тот же источник сам себе противоречит: на 7-й странице указано, что в данном сезоне Сэнди Бронделло и Шелли Горман провели по 19 встреч (17,9 очков в среднем за игру), а на 104-й странице написано, что они сыграли по 17 матчей (20,0 очков в среднем за игру), что более соответствует истине, так как Бронделло не могла провести более 18 игр, ибо её команда в этом сезоне не смогла выйти в финалы[1].